# Camps-Saint-Mathurin-Léobazel
Camps-Saint-Mathurin-Léobazel é uma comuna francesa na região administrativa da Nova Aquitânia, no departamento de Corrèze. Estende-se por uma área de 34,08 km².